# Alliance populaire autonomiste
L'Alliance populaire autonomiste (en italien Alleanza Popolare Autonomista, APA) était un parti politique italien social-démocrate actif en Vallée d'Aoste.

## Histoire
Il fut fondé en 1992 à la suite d'une scission du Parti socialiste italien régional. Ses dirigeants étaient Edoardo Bich, Giovanni Aloisi et Bruno Milanesio.
Aux élections régionales de 1993 le parti remporta 4.0 % des voix et obtint deux conseillers régionaux. En 1998, le parti fusionna avec les Autonomistes démocrates progressistes pour former la Fédération autonomiste. Par la suite, Enrico Bich, le fils d'Edoardo, et Bruno Milanesio lancèrent un autre parti social-démocrate nommé Alé Vallée.